# IW engine
El IW engine es un motor de juego desarrollado por Infinity Ward para videojuegos de disparos en primera persona y que es utilizado en la serie Call of Duty. El motor está basado en el id Tech 3, conocido del videojuego Quake III Arena, el cual fue utilizado en el primer Call of Duty de la serie. A pesar de que el motor se basa en un motor antiguo, IW engine se ha ido modificando gráficamente y técnicamente desde su creación, en donde su cambio más radical ocurre desde Call of Duty 4: Modern Warfare. El motor es considerado uno de los más grandes de la generación por IGN.
El motor fue utilizado por primera vez con Call of Duty 2 en 2005 bajo una licencia privativa. El motor entonces no poseía un nombre oficial si no hasta la convención E3 de 2009, en donde IGN había explicado que Call of Duty: Modern Warfare 2 se ejecutaba con el IW 4.0 engine.
Una nueva versión del motor fue utilizada una vez más en Call of Duty 4: Modern Warfare. Posteriormente se utilizaron versiones modificadas del motor por Treyarch, la cual se utilizó en Call of Duty: World at War y, por separado de la serie Call of Duty, en el videojuego Quantum of Solace.
La versión IW 4.0 cuenta con la tecnología de la textura streaming para crear mayor detalle en el medio ambiente y se utiliza en Call of Duty: Modern Warfare 2 y Call of Duty: Black Ops 2. Por otro lado, Treyarch utilizó la anterior versión del IW engine (IW 3.0) en Call of Duty: Black Ops.

## Videojuegos que utilizan IW engine
|                                | Nombre del motor     | Año de lanzamiento | Actualizado desde                                                      | Resumen de modificaciones |
| Call of Duty 2                 | IW 2.0               | 2005               | Versión modificada de id Tech 3, del videojuego Quake III Arena        | - Mapeo de texturas normal - Luz bloom |
| Call of Duty 4: Modern Warfare | IW 3.0               | 2007               | Call of Duty 2, IW 2.0 engine                                          | - Penetración de balas - IA mejorada - Mejoras en el apartado de iluminación del motor - Sistema de partículas mejorado |
| Call of Duty: World at War     | IW 3.0               | 2008               | Call of Duty 4: Modern Warfare, IW 3.0 engine                          | - Físicos mejorados - Desmembramiento - Entorno más destructible - Combustión de piel y ropa realista - Propagación del fuego |
| Quantum of Solace              | IW 3.0               | 2008               | Call of Duty 4: Modern Warfare, IW 3.0 engine                          | - Desconocido |
| Call of Duty: Modern Warfare 2 | IW 4.0               | 2009               | Call of Duty 4: Modern Warfare, IW 3.0 engine                          | - Tecnología de streaming de texturas - Mejoras de iluminación |
| Call of Duty: Black Ops        | IW 3.0               | 2010               | Call of Duty: World at War, IW 3.0 engine                              | - Tecnología de streaming de texturas - Mejoras de iluminación - Soporte 3D estereoscópico |
| Call of Duty: Modern Warfare 3 | MW3 engine           | 2011               | Call of Duty: Modern Warfare 2, IW 4.0 engine                          | - Mejoras en la tecnología de textura de steaming para permitir amplias regiones - Mejoras de iluminación del motor para mostrar reflejo en algunos objetos sobre pisos de baldosas - Mejoras al motor de audio |
| Call of Duty: Black Ops 2      | Black Ops II engine  | 2012               | Call of Duty: Black Ops, IW 3.0 engine junto con el motor físico Havok | - Reveal mapping (mejora en la mezcla de texturas) - Efectos de agua - Efectos de iluminación mejorados - Efectos de destello - Iluminación HDR - Reflexión de iluminación - Auto-sombreado - Intersección de sombras - DirectX 11 para la versión de PC |
| Call of Duty: Ghosts           | IW 6.0 Next Gen      | 2013               | Call of Duty: Modern Warfare 3's MW3 engine actualizado (IW 5.0)       | - Efecto SubD (siendo su propietario pixar) - Nuevos sistemas de animación para movimiento (deslizamiento, inclinación, etc.) - Dinámicas más fluidas - Humo interactivo - Mejora de la inteligencia artificial - Mapas para el multijugador más dinámicos - Mapeo de desplazamiento - Verdadera iluminación HDR en tiempo real - Mejor teselacion - Soporte PhysX para la versión de Windows - Efecto de partículas - Mejora de oclusion ambiental |
| Call of Duty: Black Ops III    | Black Ops III engine | 2015               | Call of Duty: Black Ops II's Black Ops II engine updated               | - Renderer - Mejora en animaciones - Mejora de luces - Simulación de agua mejorada |
| Call of Duty: Infinite Warfare | IW 7.0 Next Gen      | 2016               | Call of Duty: Ghosts' Modificación extensa del motor (IW 6.0 Next Gen) | - Mejores representaciones físicas - luminosidad - Simulación de gravedad cero - Mejores físicas - Arreglo de la inteligencia artificial - Comportamientos de los NPC mejorados - Mejora de rendimiento |